# Зейналабдин Тагиев
Зейналабдин Тагиев (на азербайджански: Zeynalabdin Tağıyev) е азербайджански бизнесмен и общественик.
Роден е през 1838 година в Баку в семейството на обущар. От дете чиракува като каменоделец, заема се с търговия, а след това и с производство на керосин. През 1872 година влага целия си капитал в проучвания за добив на нефт и след 1878 година става един от първите и най-значими производители в района на Баку, което скоро му донася голямо състояние. Инвестира и в други стопански сектори – текстилна промишленост, риболов, търговия и финанси. Развива мащабна благотворителна дейност, финансирайки училища, обществени организации, театри, вестници, водоснабдяването на Баку. След съветската окупация на Азербайджан през 1920 година имуществото му е национализирано, но той е оставен да живее в една от крайградските си вили.
Зейналабдин Тагиев умира на 1 септември 1924 година в дома си в Мардакан.